# M-10 152mm榴弾砲

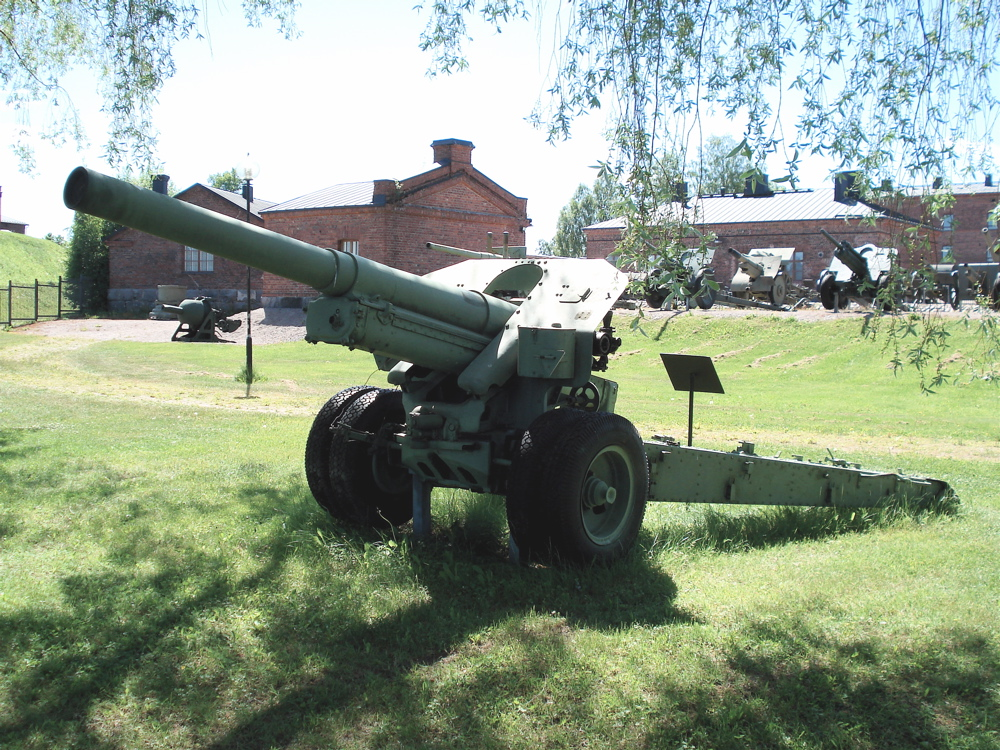
M-10(M1938) 152mm榴弾砲
フィンランドの軍事博物館にて

1938年型152mm榴弾砲(M-10)（ロシア語：152-мм гаубица образца 1938 года (М-10)）とは、第二次世界大戦直前の1938年にソビエト連邦が開発した榴弾砲である。

## 開発
赤軍の装備は基本的にロシア革命前のロシア帝国軍が開発・製造していたものをそのまま継続運用していた。これは152mm榴弾砲も例外ではなく、第一次世界大戦前にフランスのシュナイダー社によって開発されたM1909 152mm榴弾砲とM1910 152mm榴弾砲を運用していたが、その後の急速な火砲の発達に伴って旧式化と陳腐化が目立つようになったため、これらに小さな改良を施したM1909/30 152mm榴弾砲とM1910/37 152mm榴弾砲を配備して当座をしのいでいたが性能はさほど向上しておらず砲架や車輪も自動車による高速牽引には不向きであったため、軍隊の自動車化と機械化に対応した新型砲が必要とされた。
ソ連は1922年にラパッロ条約で軍事協力に関する秘密協定を結んでいたドイツから各種の技術を学習して、1930年代後半には長射程を有し高速牽引が可能な新型砲を次々と開発していった。その一つであるM-10榴弾砲は1937年に開発が開始され、1939年に制式採用された。

## 運用
開発当初、M-10榴弾砲は各師団ごとに1個大隊ずつ配備して師団の火力支援を担当させる計画であったが、大祖国戦争の勃発によって赤軍は甚大な損害を被ったため、152mm榴弾砲は軍団司令部直属の砲兵連隊に配備された。
M-10は構造が複雑過ぎるためにコストがかさんだ。運用面においても師団砲兵の砲としては重量過大なために機動力に欠け、軍団砲として運用するには射程が短過ぎるという中途半端な性能のために評価が低く、1941年には製造中止となった。M-10の砲架はM-60 107mm野砲にも流用されたが、こちらも砲架の構造の複雑さによる整備・製造コストの高騰と重量過大により1941年には製造中止となっている。
師団砲兵向けの152mm榴弾砲というコンセプト自体は放棄されておらず、1943年にはマズルブレーキを装着したM-10の砲身をM-30 122mm榴弾砲の砲架に搭載して軽量化を図ったD-1 152mm榴弾砲が開発されている。

## 戦歴
M-10は1941年のナチス・ドイツの奇襲による大祖国戦争において初めて実戦の機会を得たが、赤軍ではあまり重用されておらず、緒戦で多数がドイツやフィンランドに鹵獲されたため限定的な活躍しかできなかった。ドイツ国防軍に鹵獲されたM-10は15,2 cm sFH 443(r).（ロシア製15.2cm 443型重榴弾砲）として運用された。
フィンランド軍も継続戦争で自身が鹵獲したものとドイツから供与されたものを152 H 38として採用し、重砲大隊に配備して運用した。戦後も長い間予備兵器として保管され、2000年にようやく退役した。
M-10には派生形として戦車砲仕様のM-10Tが存在し、こちらはKV-2重戦車の主砲として冬戦争におけるマンネルヘイム線の突破に重用された。

## スペック
- 口径：152mm
- 全長：m（牽引時、リンバー付き）
- 全幅：m
- 重量：4,150kg（戦闘時）4,550/kg（牽引時）
- 砲身長：mm（23口径）
- 仰俯角：-1°~+65°
- 左右旋回角：50°
- 運用要員：10名
- 発射速度：3~4発/分（最大）、（連続射撃時）
- 射程：12,400m（標準榴弾）
- 製造年：1939年~1941年
- 製造数：1,522門

## 登場作品

### ゲーム
『War Thunder』
ソビエト連邦の重戦車として1939・1940年型、ドイツ国防軍の重戦車としてKV-2の1940型の鹵獲使用が開発・購入可能。
『トータル・タンク・シミュレーター』
ソビエト連邦の改重戦車としてKV-2の1940年型が使用可能。
『World of Tanks』
ソビエト連邦の駆逐戦車としてSU152に研究・搭載可能